# Tagawa
Tagawa (japanska: 田川市?, Tagawa-shi) är en stad i Fukuoka prefektur i Japan. Staden fick stadsrättigheter 1943.